# スクリューミル

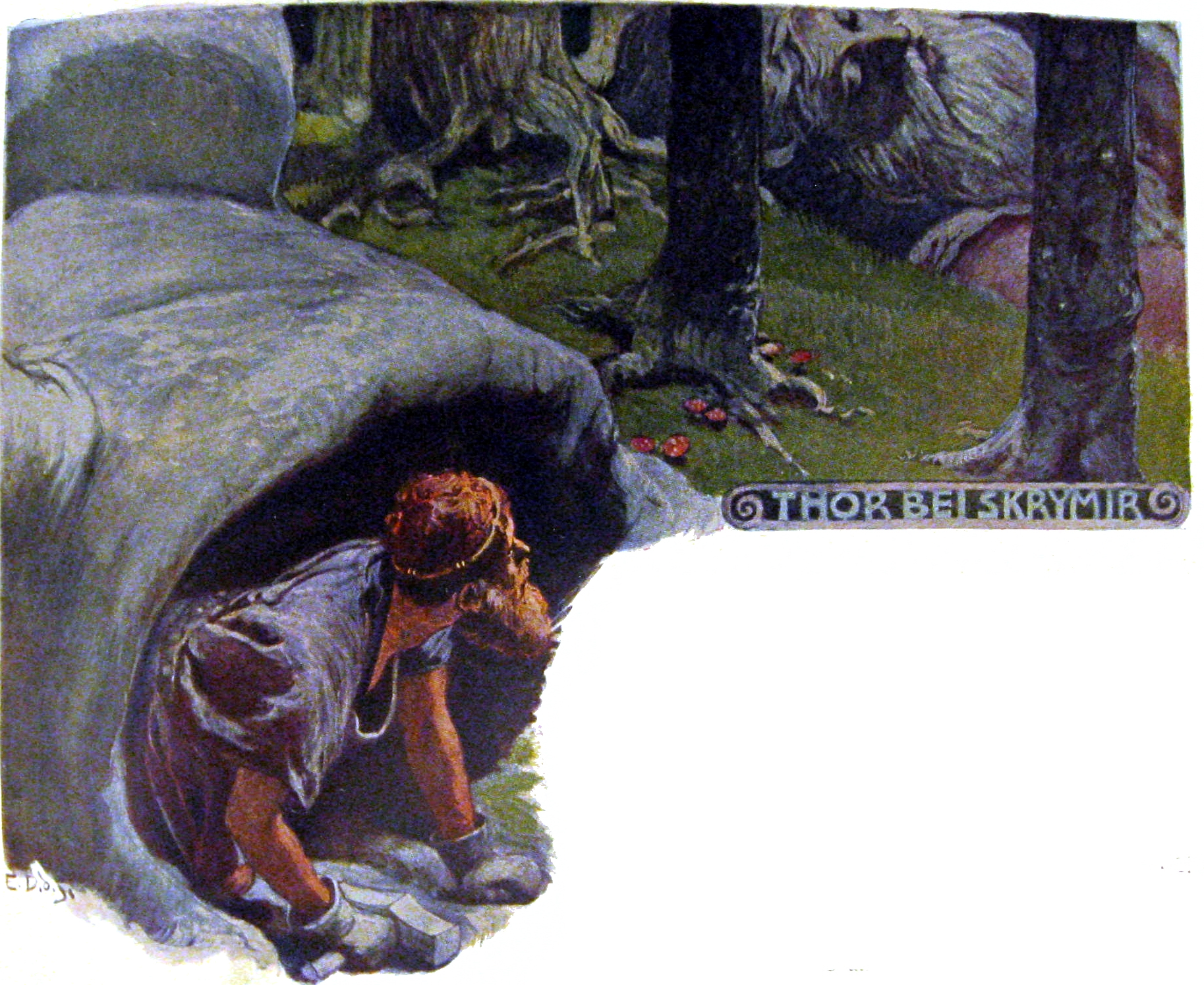
スクリューミル（右奥）と、彼の手袋に入ってしまったトール（手前）。エミール・デープラーによる（1905年）。

スクリューミル（古ノルド語：Skrýmir）は、北欧神話に登場する特別に大きい巨人。

## 概要
スクリューミルは『スノッリのエッダ』第一部『ギュルヴィたぶらかし』第45章に登場する。ウートガルズへの旅の途中のトールたちと出会う。実際はウートガルザ・ロキの変装した姿。